# Pueblos del Cáucaso

Grupos etnolingüísticos de la región del Cáucaso.

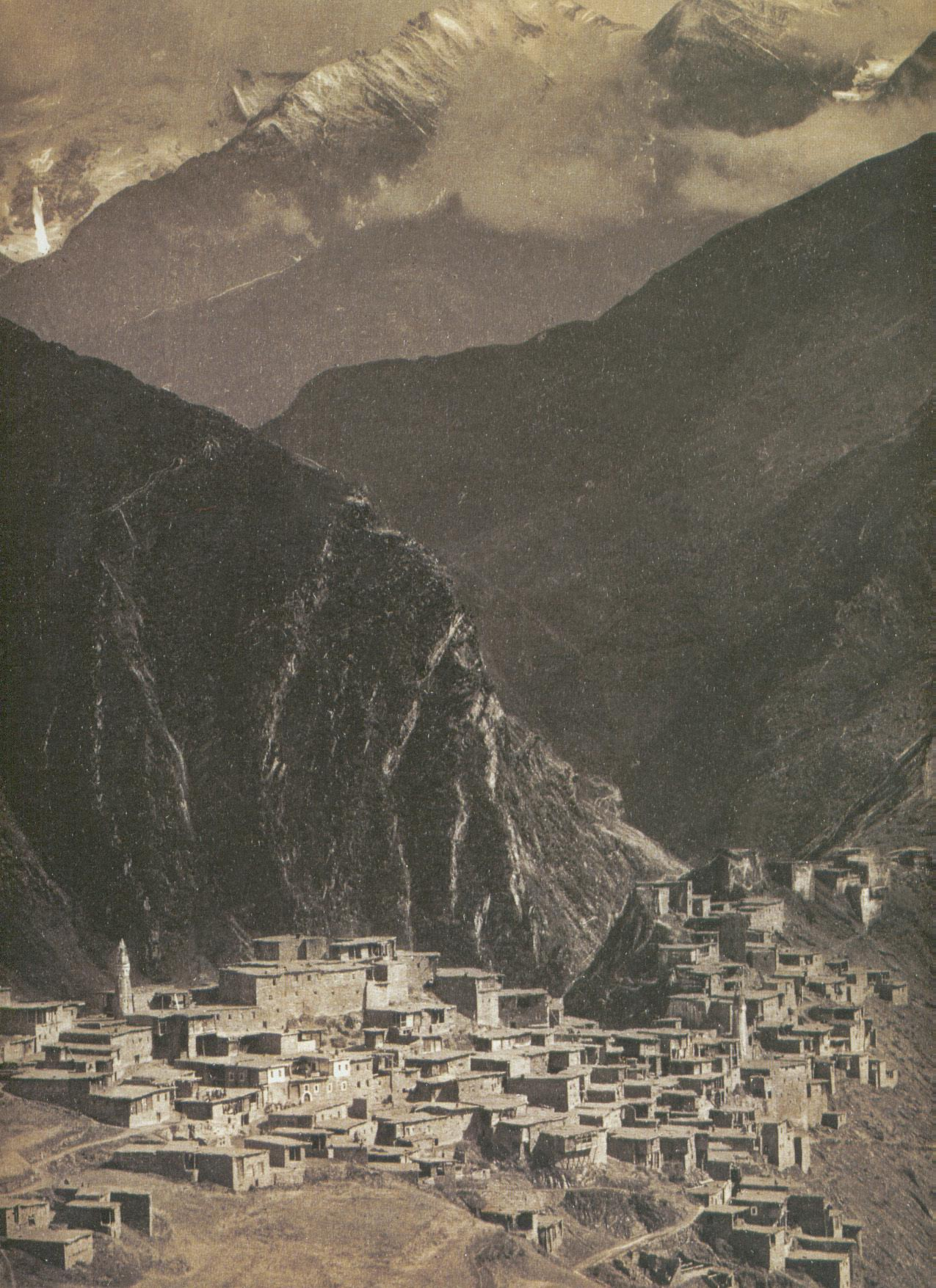
La aldea de Tindi, en Daguestán, en la década de 1890.

La región del Cáucaso es una de las zonas geográficas de mayor diversidad de grupos étnicos que habitan en el mundo. Hay más de 50 grupos étnicos que viven en esta región fronteriza entre Europa y Asia, escenario de multitud de conflictos interétnicos armados que perduran desde hace siglos, tanto autóctonos como aquellos que establecieron colonias como Alemanes del Cáucaso.

## Según grupo lingüístico

### Pueblos de lenguas caucásicas
Los caucásicos que hablan idiomas que han sido durante mucho tiempo autóctonos de la región se clasifican generalmente en tres grupos: los pueblos kartvelianos, los pueblos de lenguas caucásicas nororientales y los pueblos de lenguas caucásicas noroccidentales.
Lenguas kartvelianas
- Georgianos
- Svanos
- Zanos (Mingrelios y Lazes)

Lenguas caucásicas nororientales
- Pueblo avar-andi:
  - Avares
  - Andi:
    - Andi
    - Akhvakh
    - Karata
    - Botlikh
    - Godoberi
    - Chamalales
    - Bagvalales
    - Tindis
- Pueblo tsez o didos:
  - Tsez
  - Hinukh
  - Bezhta
  - Hunzibs
  - Khwarshi
- Pueblos lezguios:
  - Agul
  - Lezguinos
  - Rutules
  - Tabasaranos
  - Tsajures
  - Kriz
  - Budukh
  - Udíes
  - Archis
- Darguines
- Khinalug
- Laks
- Pueblos naj:
  - Batsi
  - Chechenos
    - Kist

  - Ingushes

Lenguas caucásicas noroccidentales
- Abjasios
- Abasios
- Circasianos:
  - Adigués
  - Cabardinos
    - Cherquesos
- Ubijos

Los pueblos más grandes que hablan idiomas que pertenecen a las familias de lenguas caucásicas y que se encuentran actualmente residentes en el Cáucaso son los georgianos (7 millones), los chechenos (1,500 millones, de acuerdo con el censo de 2010 de Rusia), los lezguinos (alrededor de 800 000), los cabardinos (600 000) y los avares (500 000), mientras que fuera del Cáucaso, los más grandes grupos de personas de origen caucásico, en la diáspora en más de 40 países (como Jordania, Turquía, los países de Europa, Siria, Estados Unidos) están los circasianos con entre tres y cuatro millones de parlantes. Los georgianos son el único pueblo que tiene su propio independiente e indiscutible el estado de Georgia, ya que el estado de Abjasia está en disputa. Otros pueblos caucásicos tienen repúblicas dentro de la Federación de Rusia, como los adigueses (Adiguesia), los cherqueses (Karacháyevo-Cherkesia), cabardinos (Kabardino-Balkaria), los inguses (Ingushetia), chechenos (Chechenia); mientras que otros pueblos del Nordeste del Cáucaso en su mayoría viven en Daguestán.